# Aleksandrs Priede
Aleksandrs Priede (ur. 13 sierpnia 1907, zm. 3 sierpnia 1978 w Lēdurdze) – łotewski piłkarz występujący na pozycji pomocnika lub napastnika, reprezentant Łotwy w latach 1929–1934.

## Kariera klubowa
Grę w piłkę nożną rozpoczął w 1927 roku w założonym przez Łotewską Socjaldemokratyczną Partię Robotniczą zespole Strādnieku Sports un Sargs, z którym brał udział w rozgrywkach towarzyskich i turniejach pracowniczych. W 1928 roku na polecenie wysokich rangą członków armii łotewskiej przeniesiono go na czas służby wojskowej do drużyny ASK Ryga. W sezonie 1929 występował z tym klubem w Virslīdze. W 1930 roku został zawodnikiem Rīgas FK, z którym trzykrotnie zdobył mistrzostwo Łotwy (1930, 1931, 1934). W latach 1935–1936 ponownie był piłkarzem ASK Ryga. W 1937 roku rozpoczął grę w klubie pracowników zakładów tramwajowych Rīgas PDS, gdzie pozostał przez 3 kolejne lata, występując w niższych kategoriach rozgrywkowych. W 1940 roku z powodu problemów kardiologicznych zakończył karierę.

## Kariera reprezentacyjna
28 lipca 1929 zadebiutował w reprezentacji Łotwy w przegranym 0:10 towarzyskim meczu przeciwko Szwecji w Malmö. 16 sierpnia 1929 zdobył pierwszą bramkę w drużynie narodowej w spotkaniu z Estonią (2:2) w ramach Baltic Cup 1929. Ogółem w latach 1929-1934 rozegrał w reprezentacji 15 spotkań i zdobył 3 gole.

### Bramki w reprezentacji
| LP | Data                 | Miejsce           | Przeciwnik | Bramka | Rezultat | Ranga meczu     |
| -- | -------------------- | ----------------- | ---------- | ------ | -------- | --------------- |
| 1. | 16 sierpnia 1929     | Stadion LSB, Ryga | Estonia    | 1:1    | 2:2      | Baltic Cup 1929 |
| 2. | 14 sierpnia 1934     | Stadion JKS, Ryga | Finlandia  | 1:0    | 1:1      | Mecz towarzyski |
| 3. | 14 października 1934 | Stadion JKS, Ryga | Polska     | 2:3    | 2:6      | Mecz towarzyski |

## Życie prywatne
Urodził się w 1907 roku jako syn Jēkabsa i Ievy Priede z d. Pļavnieka. Miał siedmioro rodzeńśtwa: trzy siostry i czterech braci.

## Sukcesy
Rīgas FK
- mistrzostwo Łotwy: 1930, 1931, 1934